# Vršatecký hrad
Vršatecký hrad je zřícenina hradu na bradle Vršatec nad obcí Vršatské Podhradie v Bílých Karpatech.

## Historie
Oblast byla obydlena již v pravěku lidmi z lužické a púchovské kultury, od 9. až 10. století i slovanskými kmeny.[zdroj?] I když některé nepodložené zdroje uvádí jako dobu založení hradu první polovinu třináctého století, byl hrad pravděpodobněji založen až později. První písemná zmínka pochází z roku 1316, kdy patřil Matúši Čákovi. V roce 1396 ho získal Stibor ze Stibořic. V patnáctém století prošel hrad rozsáhlou rekonstrukcí, roku 1439 se objevila i první písemná zmínka o Vršatském Podhradí, tehdy označovaném jako Podhradhye.
Později hrad vystřídal několik majitelů, patřil např. královně Barboře, její dceři Alžbětě, či drobné šlechtě. V sedmnáctém století došlo k dalším úpravám hradu, který však postupně začal upadat, protože šlechta začala upřednostňovat níže položené sídla, hlavně zámeček v Pruském. Majitelům hradu kromě podhradí patřily i další obce: Bohunice, Červený Kameň, Pruské, Krivoklát, Tuchyňa, Výčapy a Mikušovce.
Roku 1680 hrad vypálilo císařské vojsko. Po rekonstrukci však hrad vyhořel roku 1707, během Rákocziho povstání ho navíc císařská vojska záměrně zničila výbušninami. Majitelé k další rekonstrukci nepřistoupili. Dnes je ze zbytků hradu už jen zřícenina. Základ hradu tvořil horní hrad s vnitřní věží, která byla dominantním obranným zařízením celého komplexu.